# インペリアル (製菓)
インペリアル（ポルトガル語: IMPERIAL - Produtos Alimentares, S.A.）は、ポルトガルの製菓会社。
同国におけるチョコレートの製造・販売業で最大のシェアを誇る。コインブラのフィゲイラ・ダ・フォズで開催されるチョコレートフェスティバル「チョコラテフェスト」（ポルトガル語: Chocolatefest）にも出品、子供向けのコンテストやココア試飲などを促進している。

## 事業展開
「レジーナ（ポルトガル語: Regina）」・「ジュビリウ（ポルトガル語: Jubileu）」・「ピンタロラス（ポルトガル語: Pintarolas）」・「パンタグルエル（ポルトガル語: Pantagruel）」・「ファンタジアス（ポルトガル語: Fantasias）・アレグロ（ポルトガル語: Allegro）」といったブランド名で事業を展開しており、中でも「レジーナ」ブランドの「コマ・コン・パン（ポルトガル語: Coma com Pão）」で知られている。2011年には、1970年代から1980年代にかけて人気を博したハートキャンディー「ボンボンス・コラサオ（ポルトガル語: Bombons Coração）」を再販した。
インペリアルは他国への輸出にも力を入れており、ブラジル向けに「ジュビリウ・カレ（ポルトガル語: Jubileu Carré）」と「ジュビリウ・ミニタブレテス（ポルトガル語: Jubileu Minitabletes）」の2つのブランドを2000年から展開している。ブラジルでの成功を受けて、2011年にはチェコとスロバキアでも「ジュビリウ・カレ」の展開を開始した。2012年にロシアと中東の市場に参入し、インペリアルの商品は世界30ヶ国以上で販売されている。